# Burgena euxantha
Burgena euxantha là một loài bướm đêm trong họ Noctuidae.